# سمیر کاظم
سمیر کاظم (انگلیسی: Samir Kadhim Hassan؛ زادهٔ ۱۱ دسامبر ۱۹۶۹) یک بازیکن فوتبال اهل عراق است.
از باشگاه‌هایی که در آن بازی کرده‌است می‌توان به باشگاه ورزشی الوکره و تیم ملی فوتبال عراق اشاره کرد.
وی همچنین در تیم ملی فوتبال تیم ملی فوتبال عراق بازی کرده است.